# Brinkum (Stuhr)
Brinkum è una frazione (Ortsteil) del comune di Stuhr, nel land della Bassa Sassonia, in Germania.

## Storia
Già comune autonomo nel circondario della contea di Hoya, fu soppresso e incorporato a Stuhr il 1º marzo 1974.